# René Llense
René Llense (Cotlliure, 14 de juliol del 1913 - Seta, 12 de març del 2014) fou un futbolista català del nord de les dècades del 1930 al 1940.

## Trajectòria
De petit, després de la mort del seu pare quan tenia 12 anys, es traslladà a Seta, i fou en aquesta ciutat on començà a practicar el futbol al FC Sète. L'any 1932 ingressà al primer equip, on jugà durant sis temporades. Guanyà el doblet, lliga i copa, la temporada 1933-34. El seu mestre fou el porter hongarès Barton Bukovi, que havia arribat al club l'any 1933 per passar-hi els darrers anys de la seva carrera. L'any 1934 fou convocat per França per anar al Mundial d'Itàlia com a tercer porter, per darrere d'Alexis Thépot i Robert Défossé. Durant la Guerra Civil espanyola compartí vestidor amb tres grans jugadors del futbol català, Domènec Balmanya, Josep Escolà i Josep Raich. També foren companys Jules Monsallier, Louis Gabrillargues, Ali Benouna i Ivan Bek. El 1938 fitxà per l'AS Saint-Étienne després d'un traspàs de 170.000 francs, i fou novament convocat amb França per disputar un nou Mundial, on fou novament suplent, aquest cop per darrere de Laurent Di Lorto. En total disputà 11 partits amb la selecció francesa. La Guerra Mundial aturà la seva carrera entre 1939 i 1942, any en què es reincorporà al Saint-Étienne. També jugà, durant la II Guerra Mundial a l'EF Lyon Lyonnais (Équipe fédérale Lyon-Lyonnais).
Un cop retirat fou entrenador i formador al seu club d'origen, el FC Sète. També dirigí el Toulon (1946-1947), el Vichy i el Besiers (1948 a 1955).
En un partit internacional amb França, el desembre del 1938, es negà, juntament amb els seus companys, a fer la salutació feixista a Benito Mussolini.
Ha estat el darrer supervivent dels Mundials de d'Itàlia 1934 i França 1938. Havia complert els 100 anys el juliol de 2013. Hi ha un carrer en honor seu al poble de Cotlliure.